# Breonia cuspidata
Breonia cuspidata là một loài thực vật có hoa trong họ Thiến thảo. Loài này được (Baker) Havil. mô tả khoa học đầu tiên năm 1898.